# 雅虎视频
雅虎View是雅虎營運的隨選視訊服務。它与Hulu合作播放了美国ABC，NBC和Fox网络播出的电视连续剧。 它最初叫Yahoo!影片，是影片托管服务。之后，不再允许上传影片，该网站开始作为雅虎财产托管的策划影片内容的入口网站。